# Capasa
Capasa là một chi bướm đêm thuộc họ Geometridae.

## Các loài
- Capasa incensata (Walker, [1863])
- Capasa nundata (Felder, 1875)
- Capasa pulchraria (Rothschild, 1894)
- Capasa recensata (Prout, 1925)